# Tim Matheson

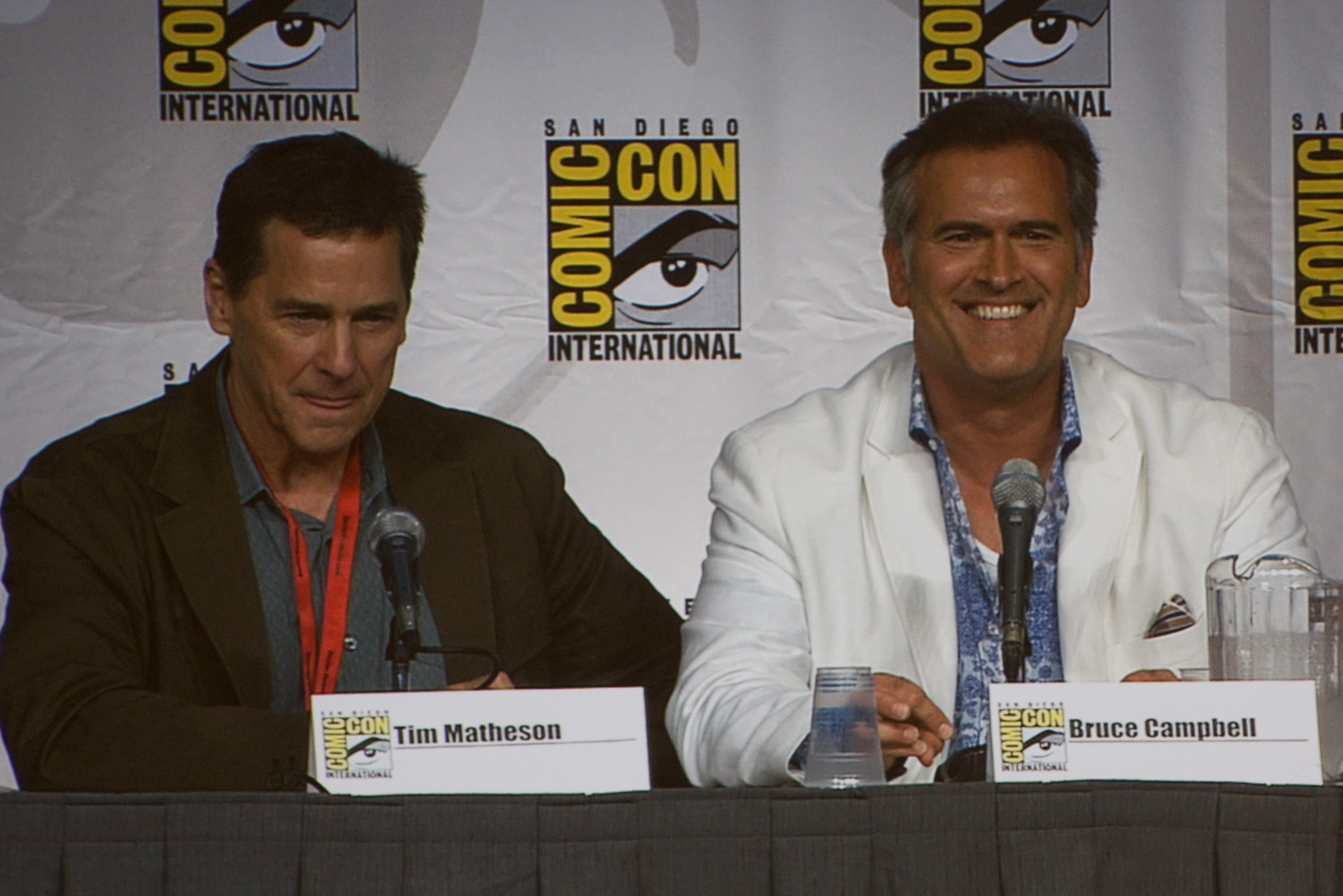
Tim Matheson (links) mit Bruce Campbell (2010)

Tim Matheson (* 31. Dezember 1947 in Glendale, Kalifornien; gebürtig Timothy Lewis Matthieson) ist ein US-amerikanischer Schauspieler, Regisseur und Produzent.

## Leben
Matheson debütierte am Anfang der 1960er Jahre in Fernsehserien wie Window on Main Street, in der er 1961 bis 1962 spielte. In den Jahren 1972 bis 1973 trat er in der Fernsehserie Bonanza auf.
In der Komödie Das turbogeile Gummiboot (1984) übernahm Matheson eine der Hauptrollen. In der Komödie Fletch – Der Troublemaker (1985) spielte er die Rolle von Alan Stanwyk, einem Drogenhändler, der den Journalisten Irwin Fletcher (Chevy Chase) töten will, um unter dessen Identität zu fliehen. Im SF-Film Starfire (1990) und im Horrorfilm Manchmal kommen sie wieder (1991) folgten weitere Hauptrollen. In der Komödie Die Brady Family 2 (1996) spielte er einen Betrüger, der sich als verschollener Ehemann von Carol Brady (Shelley Long) ausgibt.
In den Jahren 1999 bis 2006 spielte Matheson in der Fernsehserie The West Wing die Rolle des US-Vizepräsidenten John Hoynes. Für diese Rolle wurde er in den Jahren 2002 und 2003 für den Emmy Award nominiert.
Tim Matheson ist auch als Regisseur tätig. Sein Debüt gab er 1982 mit der Inszenierung einiger Episoden der Fernsehserie Chefarzt Dr. Westphall. Seinen ersten Spielfilm drehte er 1994 mit Besessene der Lust. Ein Jahr später inszenierte er Töte oder stirb!, in dem er auch eine Rolle als Schauspieler übernahm. Matheson drehte einige weitere Fernsehfilme, außerdem war er an zahlreichen Fernsehserien als Regisseur beteiligt. Er drehte unter anderem drei Episoden von Without a Trace – Spurlos verschwunden und im Jahr 2007 zwei Episoden der Krimiserie Psych. Auch als Produzent war er tätig, z. B. elf Folgen der Serie Cold Case – Kein Opfer ist je vergessen.
Im Jahr 1989 kauften Matheson und sein Partner Dan Grodnik die satirische Zeitschrift National Lampoon, die sich damals in finanziellen Schwierigkeiten befand. Sie verkauften die Zeitschrift zwei Jahre später.
Matheson war in den Jahren 1968 bis 1971 mit der Schauspielerin Jennifer Leak verheiratet. Im Jahr 1985 heiratete er Megan Murphy, mit der er zwei Töchter und einen Sohn hat.

## Filmografie (Auswahl)

### Fernsehserien
- 1961–1962: Window on Main Street
- 1963: Sprung aus den Wolken (Ripcord)
- 1962–1963: Erwachsen müßte man sein (Leave It to Beaver)
- 1962–1963: Meine drei Söhne (My Three Sons)
- 1969–1970: Die Leute von der Shiloh Ranch (The Virginian)
- 1970: San Francisco Airport (San Francisco International Airport)
- 1971: Room 222
- 1971: Rod Serling’s Night Gallery
- 1972: Der Chef (Ironside)
- 1972–1973: Bonanza
- 1973: Kung Fu
- 1971–1974: Owen Marshall: Counselor at Law
- 1977: Hawaii Fünf-Null (Hawaii Five-O)
- 1978: Pazifikgeschwader 214 (Baa Baa Black Sheep)
- 1978: Durch die Hölle nach Westen (How the West Was Won)
- 1982: Detektei mit Hexerei (Tucker’s Witch)
- 1987: Die Hexen von Bay Cove
- 1993: Perfect Crimes (Fallen Angels)
- 1999–2006: The West Wing – Im Zentrum der Macht (The West Wing)
- 2002: King of Queens (The King of Queens, Folge 4x24)
- 2006–2009: Criminal Minds (2 Episoden)
- 2008: Entourage (Folge 5x04)
- 2008–2013: Burn Notice (13 Folgen)
- 2010: White Collar (Folge 2x01)
- 2011–2015: Hart of Dixie (62 Folgen)
- 2013: CSI: Vegas (CSI: Crime Scene Investigation, 2 Folgen)
- 2016: Motive (1 Folge)
- 2019, 2021: This Is Us – Das ist Leben (This Is Us, 3 Folgen)
- seit 2019: Virgin River
- 2021: Evil (2 Folgen)

### Fernsehfilme
- 1971: Owen Marshall – Strafverteidiger (Owen Marshall, Counsellor at Law)
- 1975: Der letzte Ritt der Daltons (The Last Day)
- 1975: Deep River (The Runaway Barge)
- 1977: Unerfüllte Träume (Mary White)
- 1983: Beziehung, nein danke (Listen to Your Heart)
- 1984: The Best Legs in the 8th Grade (Kurzfilm)
- 1985: Geliebter einer Ehefrau (Obsessed with a Married Woman)
- 1987: Die Hexen von Bay Cove (Bay Coven)
- 1989: Zweimal Rom und zurück (Little White Lies)
- 1990: Buried Alive – Lebendig begraben (Buried Alive)
- 1990: Joshuas Herz (Joshua's Heart)
- 1991: Manchmal kommen sie wieder (Sometimes They Come Back)
- 1991: Nackte Sünde (The Woman Who Sinned)
- 1992: Am Abgrund (Quicksand: No Escape)
- 1993: Der Tod und die Lady (Dying to Love You)
- 1993: Psycho Attraction – Spiel mit dem Feuer / Der süße Duft des Todes (A Kiss to Die For)
- 1993: Mord im OP (Harmful Intent)
- 1994: Heißes Verlangen (Target of Suspicion)
- 1994: Blut an ihren Händen (While Justice Sleeps)
- 1995: Schatz, du bist verhaftet / Die Sex-Falle (Fast Company)
- 1996: Blond ist die Rache (An Unfinished Affair)
- 1996: Twilight Man – Der Mann aus dem Nichts
- 1996: Hilfeschreie aus dem Jenseits (Buried Secrets)
- 1996: Eingeschneite Herzen / Verzauberte Weihnacht – A Holiday for Love (Christmas in My Hometown)
- 1997: Für einen Mann durch die Hölle (Sleeping with the Devil)
- 1997: Im Zweifel gegen den Angeklagten (Trial & Error)
- 1997: Lebendig begraben 2 (Buried Alive II)
- 1998: Zwei ungleiche Schnüffler (Catch Me If You Can)
- 1999: At The Mercy of a Stranger.
- 2000: Irrfahrten des Herzens (Navigating the Heart)
- 2004: Judas und Jesus (Judas)
- 2017: Der magische Weihnachtsschmuck (Magical Christmas Ornaments)
- 2018:	The Good Fight (4 Folgen)

### Kinofilme
- 1967: Scheidung auf amerikanisch (Divorce American Style)
- 1968: Deine, meine, unsere (Yours, Mine and Ours)
- 1969: Missgeschick und Eheglück (How to Commit Marriage)
- 1973: Calahan (Magnum Force)
- 1978: Ich glaub’, mich tritt ein Pferd (National Lampoon's Animal House)
- 1978: Kurz vor den Ferien (Almost Summer)
- 1979: Die Rückkehr der Semmelknödelbande (The Apple Dumpling Gang Rides Again)
- 1979: 1941 – Wo bitte geht’s nach Hollywood (1941)
- 1982: Der verführte Mann (A Little Sex)
- 1983: Sein oder Nichtsein (To Be or Not to Be)
- 1984: Das turbogeile Gummiboot (Up the Creek)
- 1984: Impulse – Stadt der Gewalt
- 1985: Fletch – Der Troublemaker (Fletch)
- 1989: Cannonball Fieber – Auf dem Highway geht’s erst richtig los (Speed Zone!)
- 1990: Starfire (Solar Crisis)
- 1991: Mein böser Freund Fred (Drop Dead Fred)
- 1995: Töte oder stirb! (Tails You Live, Heads You're Dead)
- 1996: Black Sheep – Schwarzes Schaf mit weißer Weste
- 1996: Eiskalte Umarmung (Midnight Heat)
- 1996: Die Brady Family 2 (A Very Brady Sequel)
- 1999: Eine wie keine (She's All That)
- 1999: An deiner Seite (The Story of Us)
- 2000: Hell Swarm – Die Todesbrut
- 2001: Schon wieder Flitterwochen (Second Honeymoon)
- 2002: Mom’s on Strike – Mama kocht über
- 2002: Party Animals – Wilder geht’s nicht! (National Lampoon's Van Wilder)
- 2005: Don’t Come Knocking
- 2009: Im Fadenkreuz 3 – Einsatz in Kolumbien (Behind Enemy Lines: Colombia)
- 2018: Das etruskische Lächeln (The Etruscan Smile)
- 2019: Child’s Play